# Gladioglanis conquistador
Gladioglanis conquistador är en fiskart som beskrevs av Lundberg, Bornbusch och Mago-leccia, 1991. Gladioglanis conquistador ingår i släktet Gladioglanis och familjen Heptapteridae. Inga underarter finns listade i Catalogue of Life.